# یکه‌دکان
یکه‌دکان (داش‌قاپیلو) یکی از محله‌های شمالی شهر تبریز است. این محله در ورودی شهر از سمت مرند واقع شده و به‌علت بزرگی مغازه‌هایش به یکه‌دکان (مغازهٔ بزرگ) معروف شده‌است. پیش‌تر در این محله باغ‌های حاصل‌خیز متعددی وجود داشته و باغ داش‌قاپیلو (درب سنگی) که جنس درب ورودی‌اش از تخته‌سنگ بوده، از جملهٔ این باغ‌ها بوده‌است. امروزه بخش بزرگی از باغ‌های یکه‌دکان توسط ادارهٔ بازرگانی تخریب و به انبار آهن‌آلات و نیز آپارتمان‌های مسکونی تبدیل شده‌است.